# Juncus uruguensis
Juncus uruguensis är en tågväxtart som beskrevs av August Heinrich Rudolf Grisebach. Juncus uruguensis ingår i släktet tåg, och familjen tågväxter. Inga underarter finns listade i Catalogue of Life.